# Malermuschel
Die Malermuschel (Unio pictorum) ist eine Muschelart aus der Familie der Fluss- und Teichmuscheln. Ihre Muschelschalen wurden früher als Behältnis zum Anmischen von Farben in der Malerei verwendet, daher der Name.

## Merkmale
Die Schale erreicht eine Länge von 72 bis 90 Millimeter, eine Höhe von 23 bis 31 Millimeter und eine Dicke von 23 bis 31 Millimeter. Sie ist sehr langgestreckt und mehr als zweimal so lang wie hoch. Der obere und der untere Rand sind beinahe parallel zueinander. Der untere Rand ist meistens etwas nach innen gebogen. Das Hinterende der Schale ist keilförmig verschmälert. Die Wirbel ragen mäßig hervor. Die Wand der Schale ist dick und gelblichgrün bis bräunlich.

Unio pictorum deshayesii Rechte Klappe
Unio pictorum deshayesii Linke Klappe

Unio pictorum latirostris Rechte Klappe
Unio pictorum latirostris Linke Klappe

## Vorkommen
Lebensraum der Malermuschel sind langsam fließende und stehende Gewässer. Sie kommt in Europa vor, ausgenommen der äußerste Süden und Norden. In Deutschland ist die Malermuschel als eine nationale Verantwortungsart innerhalb der Nationalen Strategie zur biologischen Vielfalt der Bundesregierung eingestuft.

## Lebensweise
Die Malermuschel ist in der Regel getrenntgeschlechtlich. Im Kiemenraum weiblicher Tiere entwickeln sich in besonderen Fächern ungefähr 300.000 bis 400.000 Eier. Ungefähr vier bis sechs Wochen dauert die im Sommer liegende Brutzeit. Die Larven sind zirka 0,25 Millimeter groß. Sie werden mit dem Atemwasser aus den Muscheln ausgestoßen und sinken auf den Gewässergrund ab. Versucht ein Fisch sie zu fressen, hängen sie sich mittels ihrer mit Haken ausgestatteten Schalenklappen in seinen Kiemen fest. Sie werden von den Kiemenblättern umwachsen. Hier leben sie über einen Zeitraum von drei bis elf Wochen als Parasiten, anschließend lösen sie sich als fertige kleine Muscheln wieder. Die Geschlechtsreife wird mit drei bis vier Jahren erreicht. Als Höchstalter erreichen Malermuscheln sieben bis zehn Jahre. Malermuscheln sind Wirte für den Bitterling, der seine Eier in sie ablegt.

## Gefährdung
In vielen oberbayrischen Seen traten Malermuscheln bis ins 20. Jahrhundert sehr häufig auf. Seit Anfang der 1980er Jahre ist ein dramatischer Rückgang der Bestände im Tegernsee zu verzeichnen. Die Gründe dafür werden in der durch Ringkanalisation „verbesserten“ Gewässergüte gesehen. Andernorts ist der Rückgang dagegen auf das Gegenteil, auf Eutrophierung der Gewässer zurückzuführen, neben vielfältigen meist baulichen Einflussnahmen durch den Menschen wie Uferverbauungen oder Dämme. Eine weitere Gefährdung stellt die Einleitung von mit Mikroplastik kontaminiertem Wasser aus Kläranlagen dar.